# Cantonul Carcassonne-Centre
Cantonul Carcassonne-Centre este un canton din arondismentul Carcassonne, departamentul Aude, regiunea Languedoc-Roussillon, Franța.

## Comune
| Comune                                                 | Populație (1999) | Cod poștal | Cod INSEE |
| ------------------------------------------------------ | ---------------- | ---------- | --------- |
| Carcassonne (chef-lieu du canton), fraction de commune | 11 864           | 11000      | 11069     |